# 特雷姆·莫菲
特雷姆·伊戈博尔·莫菲（英語：Terem Igobor Moffi；1999年5月25日—），是一名尼日利亚足球运动员，场上司职前锋，現効力法甲球队尼斯。尼日利亞國家足球隊成員。

## 俱乐部生涯
莫菲在17岁时就离开了家乡尼日利亚，加盟了巴克斯伍德足球学院。后来，他选择加盟立陶宛球队卡奥诺萨尔基利斯。此后，莫菲加盟了特拉凯骑士，但因签证问题而不得不推迟了他的首秀。他最终在特拉凯交出了29场20球的成绩单（仅限联赛），并在2020年1月加盟了比甲球队皇家科尔特里克。2020年10月1日，法甲俱乐部洛里昂官方宣布，莫菲正式加盟球队，双方将签约至2024年夏天。2021年4月25日，在洛里昂4-1大胜波尔多的比赛中，莫菲在第20分钟、第43分钟、以及第80分钟各入一球，完成了帽子戏法，这也是他首次在法甲比赛中戴帽。

## 个人生活
莫菲的父亲里奥也曾是一名职业足球运动员，在场上司职门将，曾效力过多家尼日利亚俱乐部。